# Élections générales britanniques de 1935
Les élections générales britanniques de 1935 se sont déroulées le 14 novembre. Le Parti conservateur du Premier ministre Stanley Baldwin perd plus de 80 sièges, principalement au bénéfice du Parti travailliste qui récupère en partie de sa défaite écrasante de 1931, mais il conserve la majorité et Baldwin reste à la tête du Gouvernement national.
Les élections générales suivantes n’ont lieu que dix ans plus tard, après la fin de la Seconde Guerre mondiale.

## Résultats
| Parti                          | Parti                                       | Candidats             | Candidats             | Candidats             | Candidats             | Votes                 | Votes                 | Votes                 |
| Parti                          | Parti                                       | Présentés             | Élus                  | +/-                   | %                     | Nombre                | %                     | +/-                   |
| Gouvernement national          | Gouvernement national                       | Gouvernement national | Gouvernement national | Gouvernement national | Gouvernement national | Gouvernement national | Gouvernement national | Gouvernement national |
| ------------------------------ | ------------------------------------------- | --------------------- | --------------------- | --------------------- | --------------------- | --------------------- | --------------------- | --------------------- |
|                                | Parti conservateur                          | 515                   | 386                   | -83                   | 62,8                  | 10 025 083            | 47,8                  | -7,2                  |
|                                | Parti national-libéral                      | 44                    | 33                    | -2                    | 5,4                   | 784 608               | 3,7                   | +0,1                  |
|                                | Parti national travailliste                 | 20                    | 8                     | -5                    | 1,3                   | 321 028               | 1,5                   | 0,0                   |
|                                | Candidats du Gouvernement national          | 4                     | 3                     | -1                    | 0,5                   | 53 189                | 0,3                   | -0,2                  |
| Total du Gouvernement national | Total du Gouvernement national              | 583                   | 430                   | -124                  | 69,6                  | 11 262 376            | 53,3                  | -13,9                 |
| Opposition                     |                                             |                       |                       |                       |                       |                       |                       |                       |
|                                | Parti travailliste                          | 552                   | 154                   | +102                  | 25,0                  | 7 984 988             | 38,0                  | +7,4                  |
|                                | Parti travailliste indépendant              | 17                    | 4                     | -1                    | 0.7                   | 136 208               | 0,7                   | -0,5                  |
| Total travaillistes            | Total travaillistes                         | 569                   | 158                   | +106                  | 26,2                  | 8 121 196             | 38,7                  | +8,3                  |
|                                | Parti libéral                               | 161                   | 21                    | -11                   | 3,4                   | 1 414 010             | 6,7                   | -0,3                  |
|                                | Parti nationaliste (Irlande du Nord) (en)   | 2                     | 2                     | 0                     | 0,3                   | 50 747                | 0,2                   | -0,1                  |
|                                | Républicains indépendants (Irlande du Nord) | 3                     | 0                     | 0                     | /                     | 46 715                | 0,2                   | N/A                   |
|                                | Indépendants du Gouvernement national       | 2                     | 2                     | 0                     | 0,3                   | 33 527                | 0,2                   | N/A                   |
|                                | Parti national écossais                     | 8                     | 0                     | 0                     | /                     | 29 517                | 0,2                   | 0,0                   |
|                                | Conservateur indépendant                    | 2                     | 0                     | 0                     | /                     | 27 721                | 0,1                   | N/A                   |
|                                | Parti communiste                            | 2                     | 1                     | 0                     | 0,3                   | 27 177                | 0,1                   | 0,0                   |
|                                | Indépendants                                | 8                     | 2                     | 0                     | 0,2                   | 17 113                | 0,1                   | +0,1                  |
|                                | Travailliste indépendant                    | 1                     | 0                     | 0                     | /                     | 14 867                | 0,1                   | 0,0                   |
|                                | Parti protestant de Liverpool (en)          | 1                     | 0                     | 0                     | /                     | 6 677                 | 0,0                   | 0,0                   |
|                                | Progressiste indépendant                    | 1                     | 0                     | 0                     | /                     | 6 421                 | 0,0                   | N/A                   |
|                                | Parti du crédit social (en)                 | 1                     | 0                     | 0                     | /                     | 3 642                 | 0,0                   | N/A                   |
|                                | Plaid Cymru                                 | 1                     | 0                     | 0                     | /                     | 2 534                 | 0,0                   | 0,0                   |
|                                | Libéral indépendant                         | 1                     | 0                     | 0                     | /                     | 2 525                 | 0,0                   | 0,0                   |
|                                | Agriculturaliste                            | 1                     | 0                     | 0                     | /                     | 1 771                 | 0,0                   | N/A                   |
|                                | Socialiste-chrétien                         | 1                     | 0                     | 0                     | /                     | 1 480                 | 0,0                   | N/A                   |